# 機関車のぼうけん
『機関車のぼうけん（汽車のえほん23） 』（きかんしゃのぼうけん（きしゃのえほん23））（原題 Enterprising Engines）は、低学年の児童向け絵本シリーズ「汽車のえほん」の第23巻である。

## 概要
1968年にイギリスで発行されたウィルバート・オードリー牧師執筆による汽車のえほんシリーズの第23巻。4話の短編作品を収録した低学年の児童向け絵本。挿絵はガンバー＆ピーター・エドワーズが担当。ポプラ社から1980年11月に日本語訳が出版されていたが、2004年頃絶版。2010年12月にミニ新装版が発売された。

## 成立の過程
1945年から、ほぼ毎年に1巻ずつ続巻してきた本シリーズの第23巻。出版された1968年はイギリス国鉄の無煙化運動が完了し、蒸気機関車の営業運転が終了した年である。そのため、ウィルバートが執筆した全26巻中、当時イギリスで盛んだった鉄道保存運動の色合いが最も濃い巻である。なおウィルバート執筆分においては、本線と本線の機関車を中心に置いた物語はこの巻が最後で、事実上の大団円ともとれる。

## 収録作品
- ヘンリーと炭水車（Tenders for Henry)
- ヘンリーの大かつやく（Super Rescue)
- 大だっそう（Escape)
  - 「大だっそう」の挿絵は構図・明暗の表現とともに劇的で、エドワーズの絵の中でも評価が高い。

- 小西部鉄道（Little Western)

## 登場機関車
テレビシリーズの機関車紹介と重複する解説は省略、本巻の内容で特筆すべきものを紹介。

### メインキャラクター
ヘンリー
ゴードン
- フライング・スコッツマンと兄弟であることが明かされる。兄弟との姿の差異について、「クルー市の工場で改造された」「ドンカスターほど適切な仕事はしてくれなかったけど」と言及している。また、ドンカスター工場の生まれであることが明言される。

ジェームス
ダック
ドナルドとダグラス
- この巻から眉毛が濃くなる。

### サブキャラクター
オリバー
- 初登場。モデルはグレート・ウェスタン鉄道の1400形。イングランドの鉄道(=イギリス国鉄)から逃げてきたところをダグラスに救われる。登場時はイギリス国鉄仕様の塗装(側面にライオンマークがある深緑色)だが、ソドー島到着後にグレート・ウェスタン鉄道時代の塗装(側面にGWRのロゴがある明るい緑色)に塗り替えられている。

フライング・スコッツマン
- この巻のみに登場。実在する大変有名な機関車。「フライング・スコッツマン」とは、元々イギリス東海岸本線のロンドン〜エディンバラ間を運行する急行列車の愛称で、実際にこの路線で運用されたLNERのA1形・A3形の4472号機に、列車名と同じ名前が付けられた。作中で言及される「酷い姿」とは、戦時色、あるいはイギリス国鉄時代の塗装のことを指すと思われる。遥か後の時代にTVシリーズの長編作品にも登場する。実機のフライング・スコッツマンは2016年に長期のオーバーホールが終了し、動態保存状態に復帰した。

ディーゼル機関車199号（にくのかんづめ）
- モデルはイギリス国鉄46形「ピーク」。この巻のみに登場。

ディーゼル機関車7101号（くま）
- モデルはイギリス国鉄35形「ハイメック」。この巻のみに登場。登場時は青色(当時のイギリス国鉄の汎用色であるレールブルー)の塗装だが、ソドー島に正式配備された後、製造当時の緑色のツートン塗装に塗り替えられている。

イザベル
- 「大脱出」5枚目の押し絵では、オリバーと連結し、オートコーチ(後面に運転台が設置されており、連結した機関車を客車側から運転操作することができる客車。機回しが不要になるため、設備が簡素な地方路線等で導入されていた)として運用されている様子が描写されている。オリバーは、TVシリーズではトードとの運用が主であるため貨物列車を牽引している印象が強いが、本来はオートコーチとの運用を主目的に設計された機関車である。

トード
- モデルはグレート・ウェスタン鉄道の16トンブレーキ車。ダグラスのブレーキ車になる。

「トード」とはグレート・ウェスタン鉄道においてブレーキ車を指す電報用コードである。